# 94-я стрелковая дивизия
94-я стрелковая дивизия (94-я сд) — воинское соединение Красной армии Вооружённых сил СССР до и во время в Великой Отечественной войны.

## История
94-я стрелковая дивизия была сформирована в 1932 г. в Сибирском военном округе. Управление располагалось в Красноярске. 280-й сп в Красноярске, 281-й сп в Ачинске, 282-й сп в Канске.
Летом 1939-го дивизия была переведена в Забайкальский ВО.

## Периоды вхождения в состав Действующей армии
- 9 августа 1945 года — 3 сентября 1945 года

Перечень № 5 Стрелковых, горнострелковых, мотострелковых и моторизованных дивизий, входивших в состав действующей армии в годы Великой Отечественной войны 1941—1945 гг. / А. П. Покровский. — М.: Министерство обороны, 1956. — 218 с.

## Награды
- 20 сентября 1945 года —  Орден Красного Знамени — награждена указом Президиума Верховного Совета СССР от 20 сентября 1945 года за образцовое выполнение заданий командования в боях против японских войск на Дальнем Востоке при прорыве Маньчжуро-Джалайнурского и Халун-Аршанского укреплённых районов, форсирование горного хребта Большой Хинган, овладении городами Чанчунь, Мукден, Цицикар, Жэхэ, Дайрен, Порт-Артур и проявленные при этом доблесть и мужество.[1]

## Полное название
94-я стрелковая Краснознаменная дивизия

## Подчинение
| На дату       | Фронт (округ)               | Армия                  | Корпус |
| ------------- | --------------------------- | ---------------------- | ------ |
| 1932-1939     | Сибирский военный округ     | -                      | -      |
| на 04.09.1939 | Забайкальский военный округ | -                      | -      |
| 22.06.1941    | Забайкальский военный округ | 12-й стрелковый корпус |        |

## Командование
Командиры
- Балакирев, Алексей Федорович (20.10.1933 — .12.1934);

…
- Березин, Александр Дмитриевич (07.04.1938 — 19.08.1939);

…
- Самонов, Никанор Иванович (16.11.1940 — 29.04.1943);
- Замахаев, Иван Васильевич (30.04.1942 — 03.09.1945);

…
- Майоров, Константин Фёдорович (07.01.1946 — 28.01.1946[2]);
- Кушнаренко, Владислав Николаевич (.01.1946 — .01.1947)

Начальники штаба
- Аргунов, Николай Емельянович ноябрь 1933 — октябрь 1936

## Состав
На 1932 г.:
- управление дивизии
- 280-й стрелковый полк
- 281-й стрелковый полк
- 282-й стрелковый полк
- 94-й артиллерийский полк

На 22 .06.1941 г.:
- управление дивизии
- 9-й стрелковый полк
- 64-й стрелковый полк
- 152-й стрелковый полк
- 97-й артиллерийский полк
- 158-й отдельный истребительно-противотанковый дивизион
- 491-й отдельный зенитный артиллерийский дивизион
- 83-я отдельный разведывательный батальон
- 124-й отдельный сапёрный батальон
- 99-й отдельный батальон связи
- 118-й отдельный медико-санитарный батальон
- 37-я отдельная рота химической защиты
- 95-я автотранспортная рота
- 89-й полевая хлебопекарня
- 354-я полевая почтовая станция
- 285-я полевая касса Государственного банка